# Феттинг, Пётр Иванович
Пётр Иванович (Пьер Фредерик) Феттинг (Фетинг) (нем. Pierre Frederic de Fetting; 1788—1856) — немецкий француз на русской службе, инженер-генерал-майора Корпуса инженеров путей сообщения.

## Биография
Родился 2 июня 1788 года в семье торговца Жана Жака Феттинга фр. Fetting Jean Jaques, (1746, Берлин — 30 марта 1816, Берлин). Мать — Жин Сюзана Эмпейтаз фр. Empeytaz Jeanne Susanne, (22 декабря 1746, Берлин — 17 января 1832, Берлин).
Окончив Берлинскую академию архитектуры, в 1808 году поступил на русскую службу, землемером в лесной департамент. В 1811 году был причислен во вновь созданный военизированный Корпус инженеров путей сообщения, в котором прошёл путь от поручика до инженер-генерал-майора, посвятив 44 года своей жизни строительству путей сообщения, в основном в Курляндской и Лифляндской губерниях Российской империи, и в основном по строительству Либавского и Виндавского портов.
2 сентября 1820 года в Санкт-Петербурге Феттинг был посвящён в степень ученика в ложе «Дубовой долины к верности». Ложа работала на немецком языке. Феттинг находился под наставничеством Петра Ивановича Мундта; 3 февраля 1821 году Феттинг был посвящён в той же ложе в степень подмастерья..
До 1826 года Феттинг был инженером 2-го класса Корпуса путей сообщения в VII округе, по строительству и отделке Либавского и Виндавского портов Курляндской губернии. С 1826 года по 1828 год — инженер 1-го класса, руководитель работ по строительству и отделке Либавского и Виндавского портов Курляндской губернии.
В 1828 году по Высочайшему повелению был командирован из Корпуса путей сообщения, вместе с шестью офицерами, в армию на Турецкую кампанию.
С 1829 года по 1834 год Феттинг находился на строительстве канала для сообщения реки Неман с Виндавским портом, руководил работами по строительству, с 1833 года — директор-производителя работ.
С 1835 года по 1843 год — один из директоров-производителей работ, а с 1838 года — директор-управляющий; руководил работами по строительству и отделке Либавского и Виндавского портов.
С 1844 года по 1846 год — один из директоров-управляющих XII-го округа Корпуса инженеров путей сообщения, член управления округом.
С 1847 год по 1852 год — один из директоров-управляющих XI-го округа Корпуса инженеров путей сообщения, член управления округом.
Умер в Риге 20 марта (1 апреля) 1856 года и был похоронен во вторник, 27 марта.

### Чины
- 1811 — инженер-поручик.
- 28.05.1820 — инженер-капитан[4].
- 1826 — инженер-майор.
- 1832 — инженер-подполковник.
- 1838 — инженер-полковник.
- 1854 — инженер-генерал-майор.

### Награды
- орден Св. Владимира 4-й степени;
- Орден за XX лет безупречной службы.
- Именной знак отличной беспорочной службы за XXV (25) лет.

## Семья
Жена — Катарина де Гроен Хелена (нем. Catharine de Groen Helena); родилась в Выборге. Их дети:
- Пётр (14.08.1820[5] — 19.07.1885) — инженер путей сообщения, статский советник.
- Алексей, штабс-капитан (в 1850)[6]
- Александр (06.01.1823 — 06.08.1896) — инженер путей сообщения, тайный советник.
- Эмилия (1825 — 21.01.1889, Рига), была замужем за Адольфом Готтардом фон Дитмар Фромгольдом.